# Xysticus atevs
Xysticus atevs es una especie de araña cangrejo del género Xysticus, orden Araneae. Fue descrita científicamente por Ovtsharenko en 1979.

## Distribución geográfica
Se distribuye por Rusia e Irán.